# Société d'études et de développement de Sousse-Nord
La Société d'études et de développement de Sousse-Nord est une société anonyme tunisienne d'économie mixte créée en 1973.
Doté d'un capital de 6 500 000 dinars tunisiens et sise au Port El-Kantaoui depuis 1977, il lui incombe, à sa fondation, d'étudier l'opportunité économique et financière de la construction d'une station touristique intégrée de 307 hectares (Port El-Kantaoui) et d'assurer le rôle de promoteur général de ce projet. Aujourd'hui, elle assure le développement du port mais aussi du projet de la nouvelle station intégrée de Hergla. Elle prend également des participations dans plusieurs hôtels de la région de Sousse.

## Direction
Voici la liste des PDG qui se sont succédé à la tête de l'entreprise :
- 1973-1978 : Ahmed Abdelkefi
- 1978-1980 : Habib Kamoun
- 1980-1983 : Hassen Zouari
- 1983-1988 : Mohamed Jegham
- 1988-1993 : Amor Latiri
- 1993-1997 : Mohamed Dahman
- 1997-2004 : Fredj Daouas
- 2004-2008 : Foued Daghfous
- 2008-2013 : Slah Mani
- 2013-2015 : Salem Jarou[1]
- 2015-2020 : Habib Ammar[2]
- depuis 2020 : Abdelkader Saltène[3]

## Actionnaires
- État tunisien (30,77 %) ;
- Fonds Abu Dhabi pour le développement (en) (32,31 %) ;
- Banque nationale de développement touristique (13,1 %) ;
- Arab International Bank (10 %) ;
- Banque de développement économique de Tunisie (7,7 %) ;
- Société financière internationale (4,15 %) ;
- Gouvernorat de Sousse (0,92 %) ;
- Municipalité de Sousse (0,46 %) ;
- Office national du tourisme tunisien (0,45 %) ;
- Municipalité d'Hammam Sousse (0,07 %) ;
- Municipalité d'Akouda (0,07 %) ;
- Divers.